# Marie Taquet
Pour les articles homonymes, voir Taquet (homonymie).
Marie Taquet (née le 26 décembre 1898 à Luxembourg et morte le 25 septembre 1989) est une résistante belge. Avec son mari, Émile Taquet, elle cache 87 enfants juifs dans l'école qu'elle dirige, à Jamoigne. Tous les enfants sont sauvés de l'Holocauste. 

## Biographie
Marie Martens (ou Mertens)  est née à Luxembourg le 26 décembre 1898 dans une famille de catholiques pratiquants,. En 1918, âgée de vingt ans, elle épouse Émile Taquet (7 juillet 1893-28 janvier 1971), un officier de l'armée belge. 

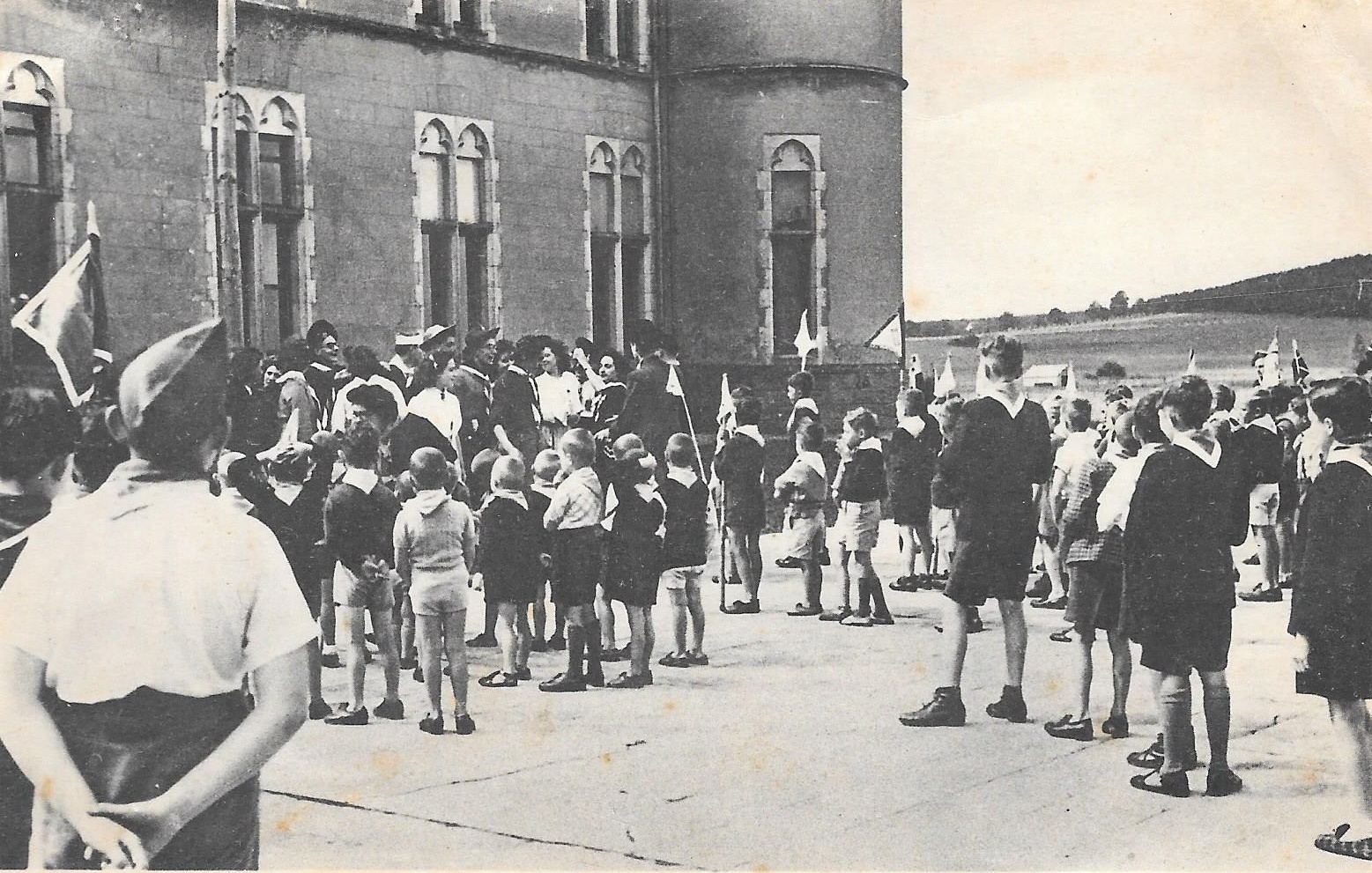
Groupe d'enfants au château du Faing à Jamoigne.

Le « Home reine Elisabeth », au château du Faing, dans le village isolé de Jamoigne-sur-Semois, est, en 1941, un centre pour enfants handicapés appartenant aux Sœurs de la Charité de Besançon. Lorsque commencent, en Belgique, les rafles nazies contre les Juifs, le centre devient une école pour garçons et accueille aussi des enfants juifs. Environ 87 enfants juifs, de 4 à 16 ans y sont hébergés clandestinement. 
Les enfants arrivent, de Bruxelles et Anvers, à l'école via le réseau développé par le Père André et Yvonne Nèvejean, présidente de l'Œuvre nationale de l'enfance (ONE), en lien avec le Comité de défense des Juifs de Herz et Yvonne Jospa. Ida Sterno et Andrée Geulen ont également conduit des enfants juifs à l'école. Le centre est placé sous le patronage de la Reine Élisabeth, le Secours d'hiver, une organisation caritative, participe à son financement,.
Marie Taquet devient la directrice du château en 1942, Émile Taquet assure le travail administratif. Ils accueillent les enfants cachés, leur procurent un environnement chaleureux et rassurant mais leur apprennent aussi à dissimuler leur identité.
Pour ne pas éveiller de soupçons, tous les enfants assistent à la messe au village mais, d'après le témoignage de l'un d'eux, Akiva Kaminsky, Marie Taquet veille à ce qu'aucune tentative de conversion n'ait lieu. Elle fait également tout son possible pour que les enfants reçoivent de la tendresse et de l'affection, par exemple, en embrassant systématiquement chaque enfant le soir avant le coucher. Akiva Kaminsky déclare que la période à Jamoigne a été la meilleure de son enfance. Jacques Funkleder, un autre ancien pensionnaire s'en souvient comme d'un camp de vacances,.
Malgré cette apparente insouciance, le danger n'est pas loin. En septembre 1943, la Gestapo arrive au château, à la recherche d'enfants juifs, mais se contente des dénégations de Marie Taquet, sans faire de perquisition. À une autre occasion, les enfants juifs sont déplacés dans un autre lieu, à Olloy-sur-Viroin pour ne pas attirer l'attention sur ces enfants qui ne retournent jamais dans leurs familles durant les vacances scolaires.

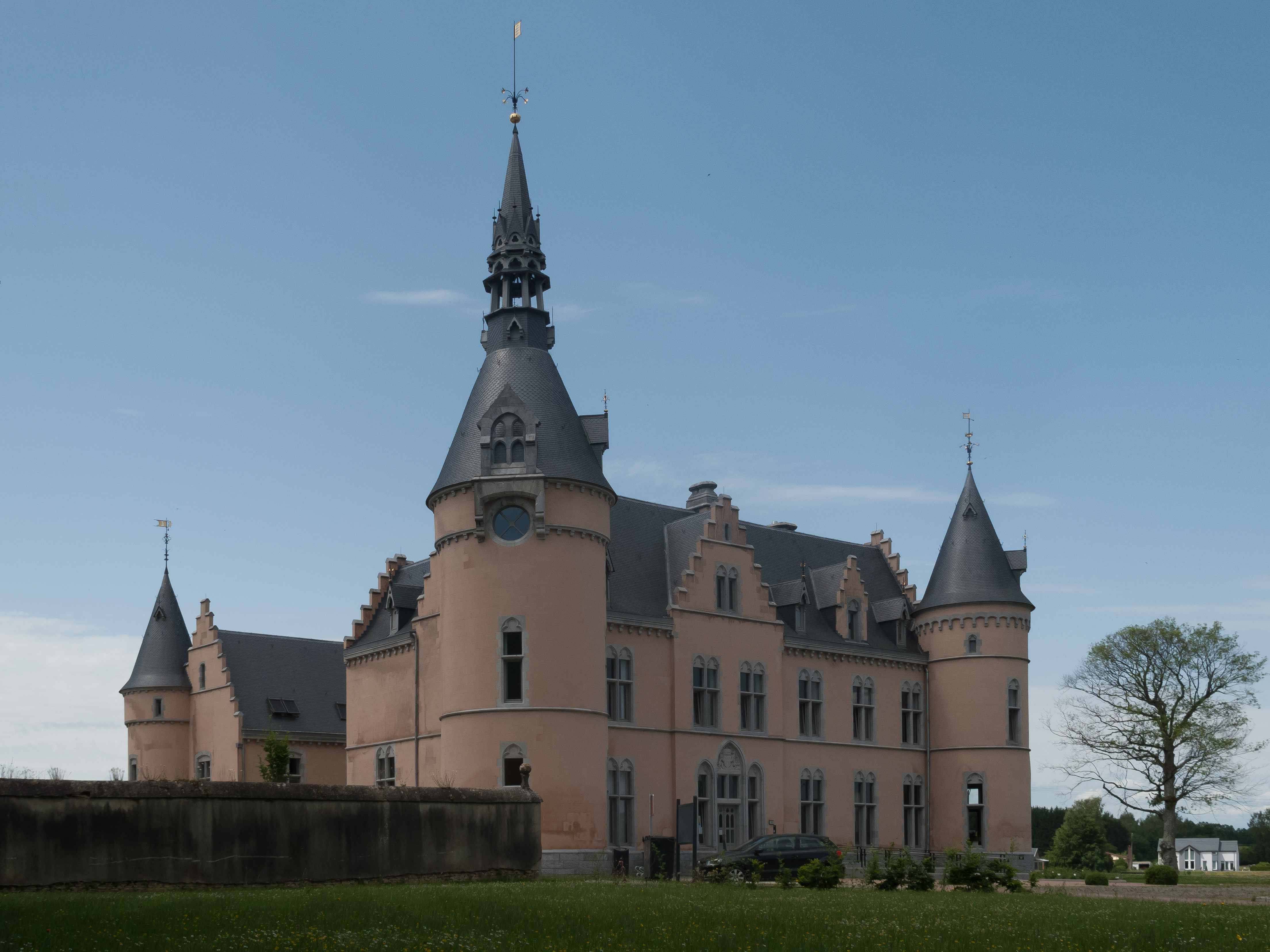
Château du Faing à Jamoigne.

Après la guerre, le « Château Reine Élisabeth » reste encore en activité jusqu'en juin 1946 pour la prise en charge des enfants sans famille. Les autres enfants retournent chez leurs parents ou dans leurs familles survivantes et on perd leurs traces jusqu'à ce que, quarante et un ans plus tard, Pierre-René Delvaux, un enseignant de l'institution, se mette à leur recherche. Malgré les difficultés liées notamment au fait que tout le monde, enfants et enseignants, portait un nom d'emprunt, un nombre croissant de personnes se manifestent. Une association, créée peu après, réunit quarante anciens pensionnaires et quinze enseignants non juifs.
Dix des anciens pensionnaires rendent visite à Marie Taquet qui a alors 89 ans et vit en maison de repos.
Émile Taquet décède le 28 janvier 1971, Marie Taquet, le 25 septembre 1989.

## Hommages
Le 23 décembre 1987, Émile et Marie Taquet ainsi que six instituteurs et institutrices du Home reine Elisabeth reçoivent le titre de Justes parmi les nations de Yad Vashem . L'Association des Anciens de Jamoigne organise un banquet pour la remise des titres .
En 1988, une plaque commémorative est apposée au château du Faing « "En 1943 et 1944 dans ce château, 83 enfants juifs accueillis et protégés furent soustraits aux plans d'extermination de l'Allemagne nazie. Témoignage d'infinie reconnaissance cette plaque rappelle le dévouement et le courage des membres du comité organisateur , de la direction et du personnel du Home Reine Elisabeth qui ont sauvé ces enfants au péril de leur vie ».

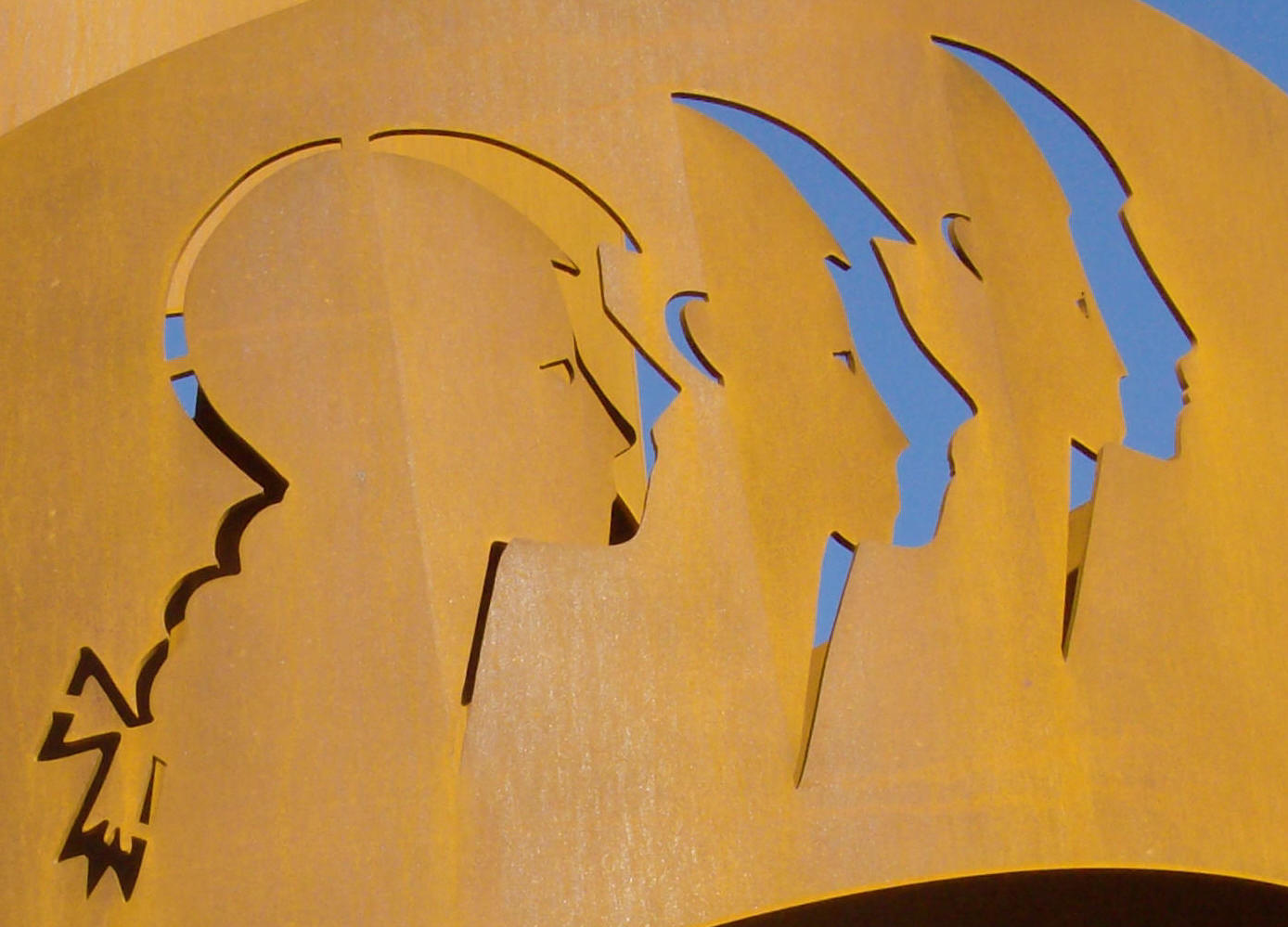
Sculpture de Marie-Paule Haar - Mémorial du château du Faing.

En septembre 2012, des représentants de différentes confessions et différents pouvoirs inaugurent dans le château du Faing à Jamoigne, le mémorial de la Shoah, dédié aux enfants cachés. Les Justes Jean-Marie Fox (ancien enseignant au château), Andrée Geulen et Michel Gendebien participent à la cérémonie.  Le monument, réalisé par Marie-Paule Haar, représente un arbre qui s'enroule en spirale et intègre huit visages d'enfants. Un des visages est celui de Ruth Salomon, la seule petite juive qui ait été cachée à Jamoigne,
Une série TV de deux épisodes réalisée en 1988, Rescuers: Stories of Courage, par Lynne Littman, est basée sur l'histoire du couple Taquet. Linda Hamilton interprète Marie Taquet et Alfred Molina, Émile Taquet.